# Villa Faraldi
Villa Faraldi (im Ligurischen: Vìlla Faródi) ist eine norditalienische Gemeinde mit 447 Einwohnern (Stand 31. Dezember 2023) in der Region Ligurien. Politisch liegt sie in der Provinz Imperia. Sie besteht aus den Ortsteilen (im Ital. frazioni genannt) Deglio Faraldi, Riva Faraldi, Tovetto, Tovo Faraldi und dem Hauptort Villa Faraldi sowie vielen weiteren kleinen Weilern.

## Geographie

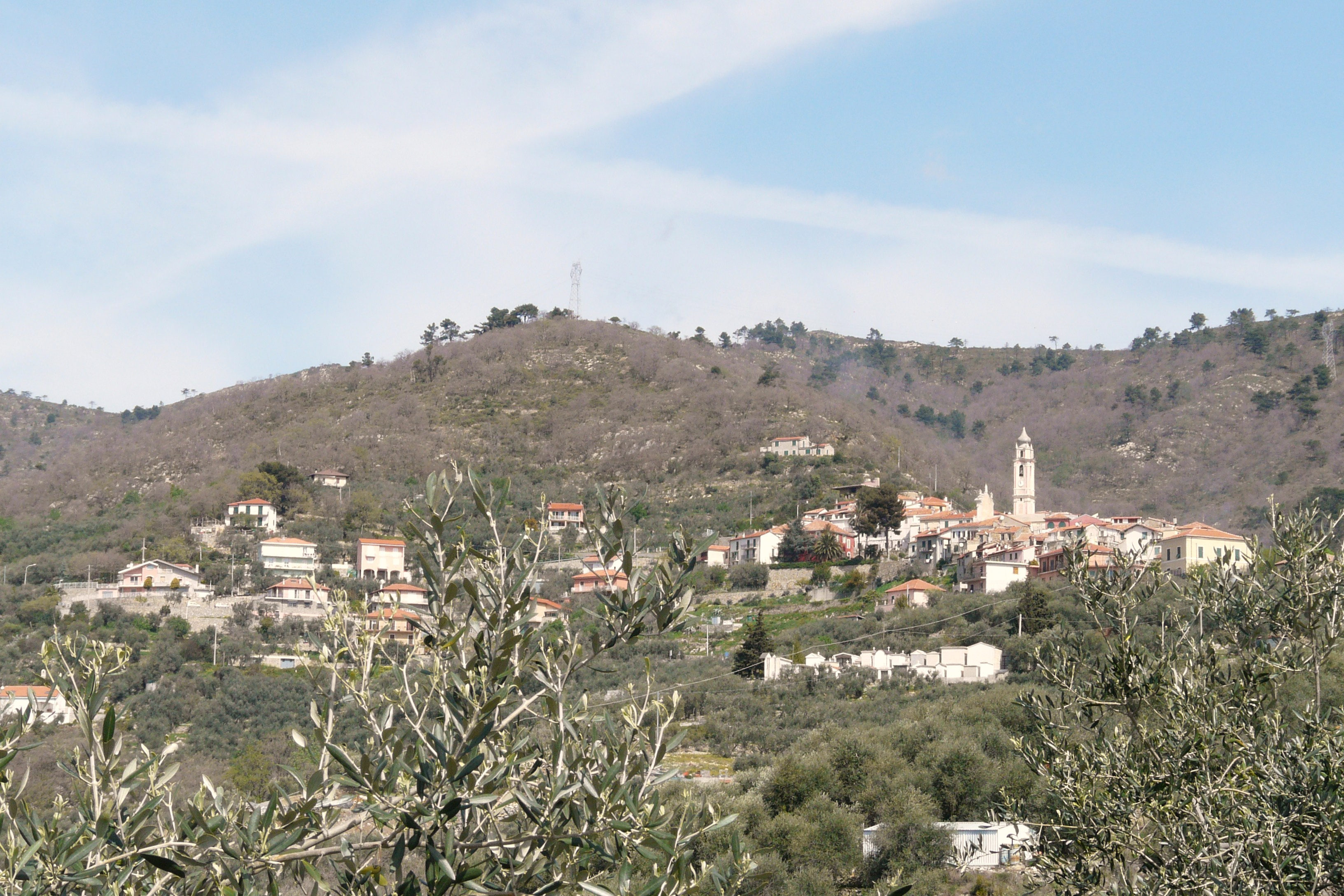
Blick auf Villa Faraldi

Villa Faraldi liegt im oberen Abschnitt des Tals, das von dem Fluss Cervo (auch Steria genannt) durchflossen wird. Der Fluss trennt die Provinz Imperia von der Provinz Savona. Die Gemeinde gehört zu der Comunità Montana dell’Olivo und ist circa 17 Kilometer von der Provinzhauptstadt Imperia entfernt. Das Territorium von Villa Faraldi ist weitestgehend gebirgig. Höchste Bodenerhebung ist der Pizzo d’Evigno mit 989 Metern Höhe; weitere Berge im Umland sind der Monte Lago (744 Meter), der Pizzo Penna (747 Meter) und der Pizzo Aguzzo (757 Meter).
Nach der italienischen Klassifizierung bezüglich seismischer Aktivität wurde die Gemeinde der Zone 3 zugeordnet. Das bedeutet, dass sich Villa Faraldi in einer seismisch wenig aktiven Zone befindet.

## Klima
Die Gemeinde wird unter Klimakategorie D klassifiziert, da die Gradtagzahl einen Wert von 1992 besitzt. Das heißt, die in Italien gesetzlich geregelte Heizperiode liegt zwischen dem 1. November und dem 15. April für jeweils 12 Stunden pro Tag.